# إينوسنت الخامس
البابا إنوسنت الخامس ((باللاتينية: Innocentius V); ولد حوالي 1225  توفي في 22 حزيران / يونيه 1276). إسمه الأصلي بيير دي تارينتايز. تولى سدة البابوية من 21 كانون الثاني / يناير إلى 22 حزيران / يونيه 1276. كان من الرهبنة الدومينيكانية (الوعاظ) و كان مقرب من البابا غريغوري العاشر خلال بابويته. طوب عام 1898 من قبل البابا ليو الثالث عشر.